# Південь штату Амазонас (мезорегіон)
Південь штату Амазонас (порт. Mesorregião do Sul Amazonense) — адміністративно-статистичний мезорегіон в Бразилії, входить в штат Амазонас. Населення становить 0,24 млн осіб на 2006 рік. Займає площу 474 021,814 км². Густота населення — 0,5 чол./км².

## Склад мезорегіону
В мезорегіон входять наступні мікрорегіони:
1. Бока-ду-Акрі
2. Мадейра
3. Пурус

| Бразилія | Це незавершена стаття з географії Бразилії. Ви можете допомогти проєкту, виправивши або дописавши її. |